# Џелам
Џелам (урд. جہلم) је град у Пакистану у покрајини Панџаб. Град лежи на десној обали реке Џелам. Према процени из 2006. у граду је живело 166.420 становника.
Град је ушао у историју по бици између Александра Македонског и индијског краља (раџе) Поруса, која се десила у близини града на падинама реке Џелам. Битка је позната под именом битка код Хидаспа. То је била најтежа Александрова битка у којој је погинуо Александров коњ Букефал (Букефалос). Након тешке и крваве битке, у којој је изгубио свог легендарног коња, Александар је назвао тај град по њему - Букефала.

## Становништво
Према процени, у граду је 2006. живело 166.420 становника.
| 1981.  | 1998.   | 2006.   |
| ------ | ------- | ------- |
| 92.646 | 145.847 | 166.420 |